# Malhou
Malhou ist ein Dorf und eine ehemalige Gemeinde (Freguesia) im portugiesischen Kreis Alcanena. Die Freguesia hatte 773 Einwohner (Stand 30. Juni 2011).
Am 29. September 2013 wurden die Freguesias Malhou, Louriceira und Espinheiro zur neuen Freguesia União das Freguesias de Malhou, Louriceira e Espinheiro zusammengefasst. Malhou ist Sitz dieser neu gebildeten Freguesia.